# Philip B. Fouke

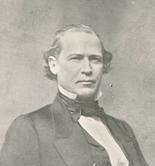
Philip B. Fouke

Philip Bond Fouke (* 23. Januar 1818 in Kaskaskia, Illinois; † 3. Oktober 1876 in Washington, D.C.) war ein US-amerikanischer Politiker. Zwischen 1859 und 1863 vertrat er den Bundesstaat Illinois im US-Repräsentantenhaus.

## Werdegang
Philip Fouke besuchte die öffentlichen Schulen seiner Heimat und arbeitete danach in der Baubranche. Im Jahr 1841 gründete er die Zeitung Belleville Advocate, die er auch herausgab. Nach einem Jurastudium und seiner 1845 erfolgten Zulassung als Rechtsanwalt begann er in Belleville in diesem Beruf zu arbeiten. Zwischen 1846 und 1850 fungierte er in seiner Heimat als Staatsanwalt. Gleichzeitig schlug er als Mitglied der Demokratischen Partei eine politische Laufbahn ein. Im Jahr 1851 war er Abgeordneter im Repräsentantenhaus von Illinois. 1854 kandidierte er erfolglos für den Kongress. Auch eine Wahlanfechtung seinerseits wurde abgelehnt.
Bei den Kongresswahlen des Jahres 1858 wurde Fouke dann im achten Wahlbezirk von Illinois in das US-Repräsentantenhaus in Washington gewählt, wo er am 4. März 1859 die Nachfolge von Robert Smith antrat. Nach einer Wiederwahl konnte er bis zum 3. März 1863 zwei Legislaturperioden im Kongress absolvieren. Diese waren zunächst von den Ereignissen im Vorfeld des Bürgerkrieges und seit 1861 vom Krieg selbst geprägt.
Während des Bürgerkrieges war Philip Fouke Oberst eines Infanterieregiments aus Illinois. Dabei wurde er in der Schlacht von Belmont verwundet. Nach dem Krieg praktizierte er als Anwalt in der Bundeshauptstadt Washington, wo er am 3. Oktober 1876 starb.